# Жареный хлеб

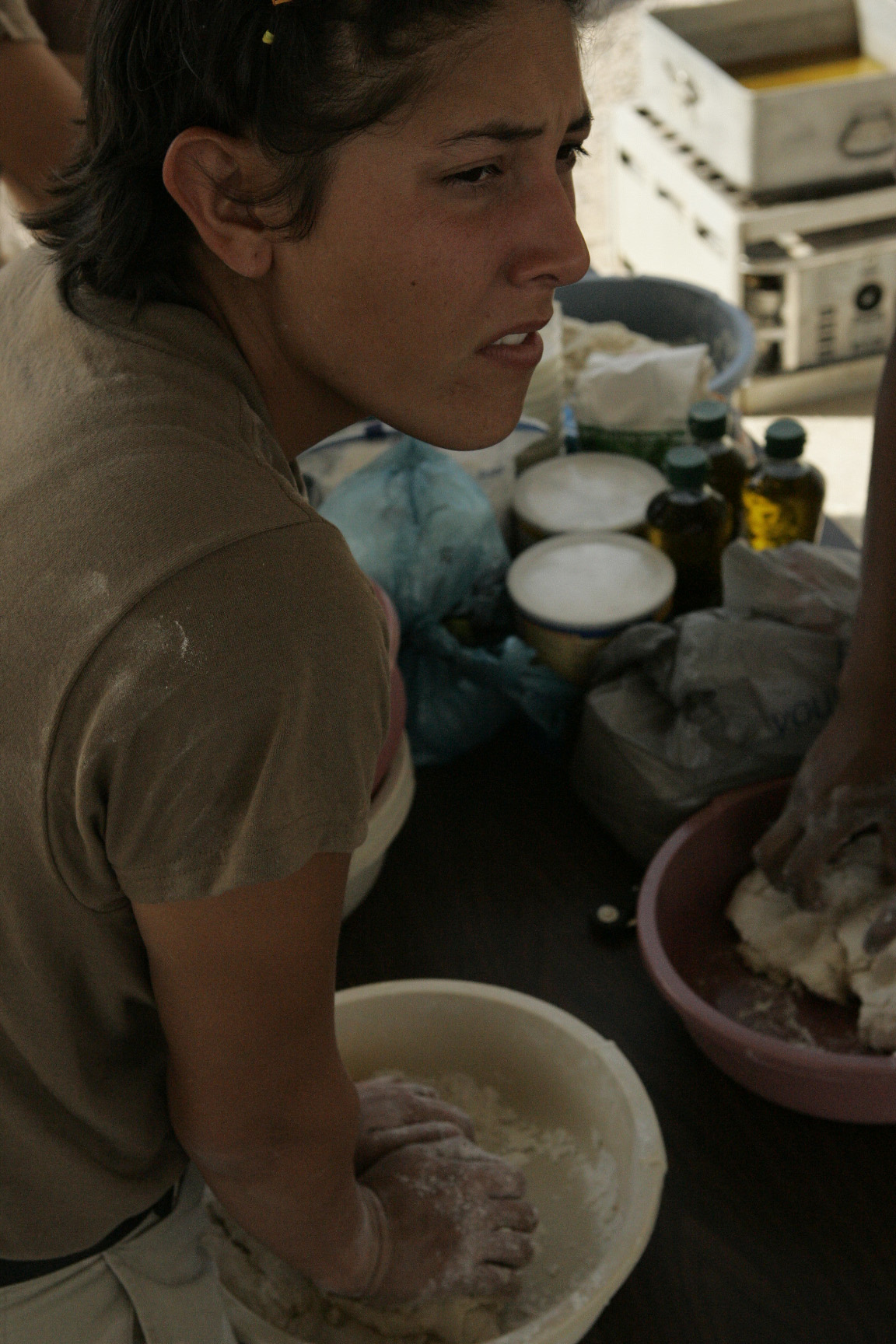
Американский солдат из племени маскогов готовит жареный хлеб для пау-вау в Ираке

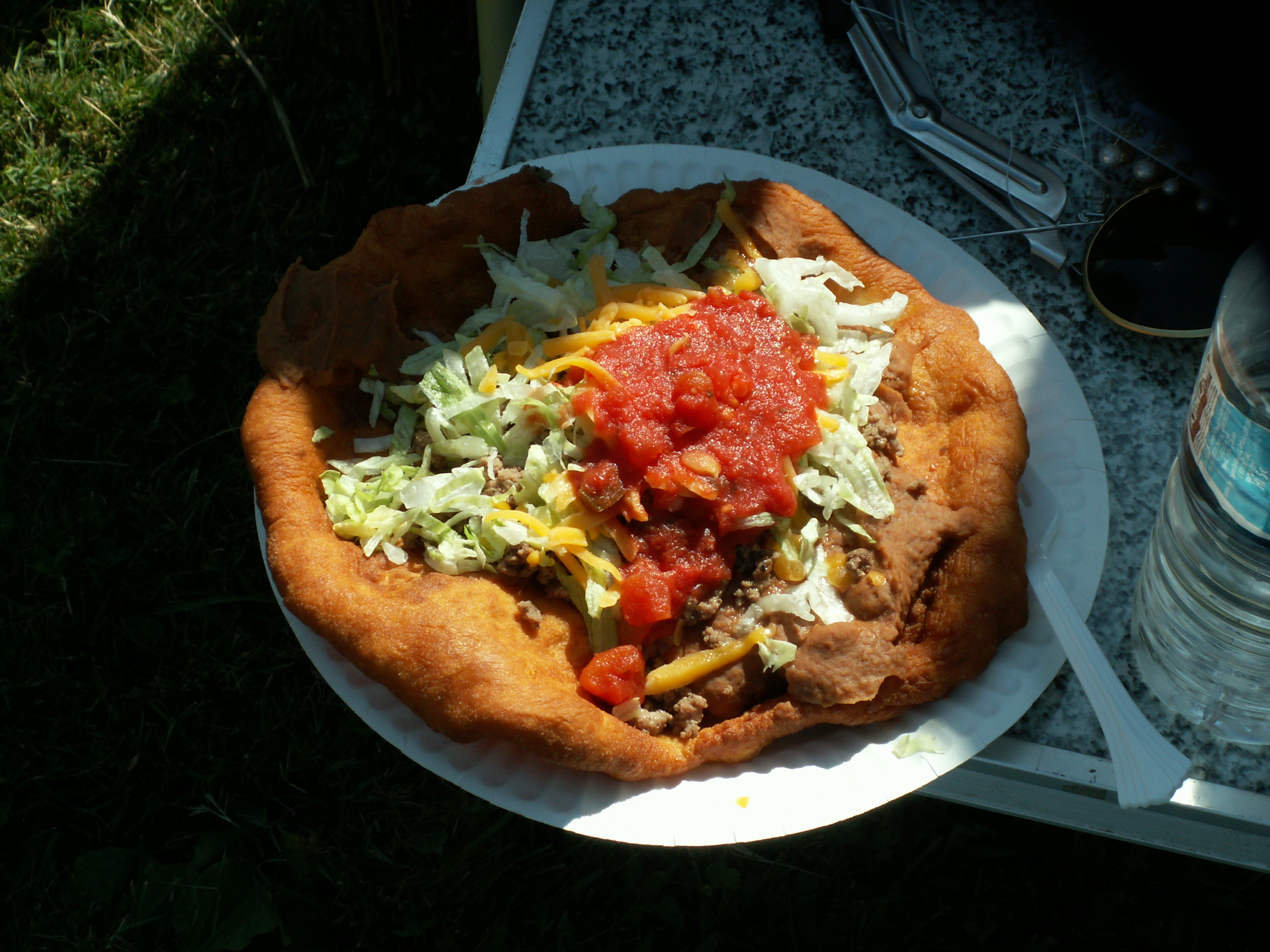
Навахо-тако — блюдо на основе жареного хлеба

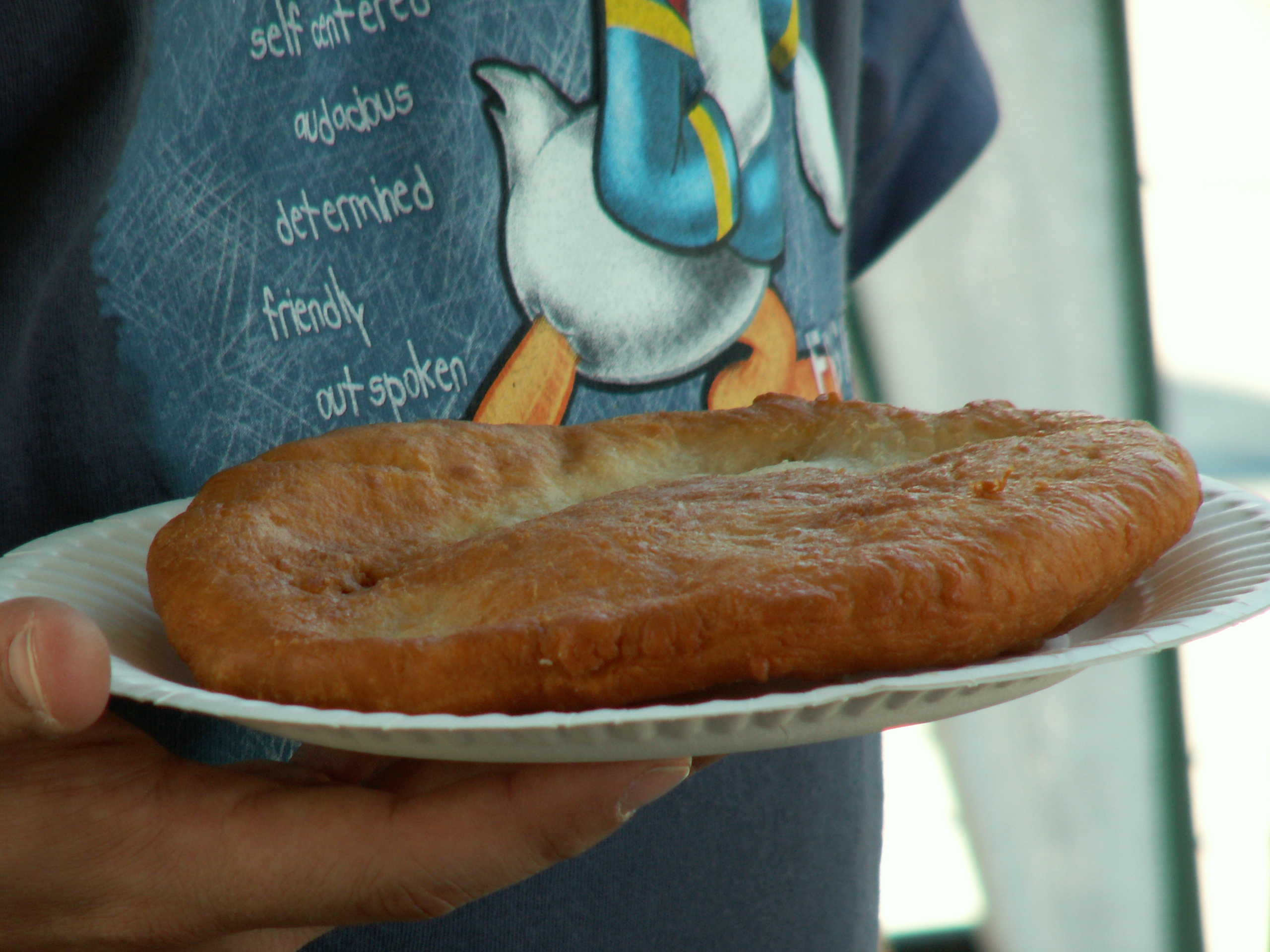
Типичный жареный хлеб

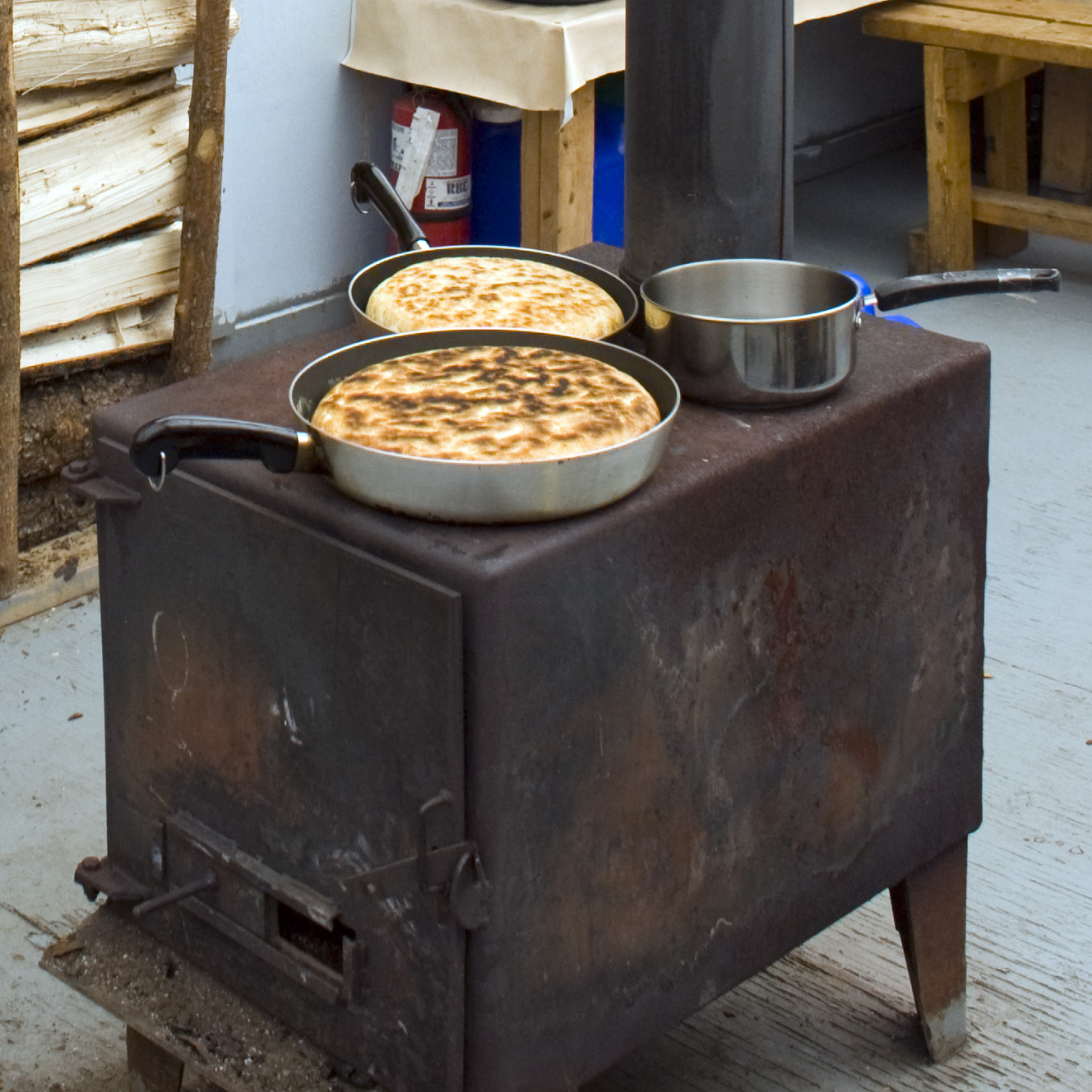
Приготовление жареного хлеба на сковородках (народ кри)

Жареный хлеб — национальное блюдо индейской кухни, в настоящее время широко распространённое среди многих племён индейцев США. Представляет собой плоский кусок дрожжевого теста (лепёшку), обжаренную или глубоко прожаренную в масле или жире.

## Термин
В США и Канаде как синоним жареного хлеба часто используется термин баннок, хотя последний термин означает самостоятельное блюдо шотландского происхождения, лишь внешне напоминающее индейский жареный хлеб. Более того, баннок не подвергается глубокой прожарке в масле. С начала 21 в., «индейский баннок» всё больше сближается по методу приготовления с шотландским, поскольку всё больше людей озабочены тем, насколько здоровой является пища, и избегают глубокой прожарки.

## Жареный хлеб и гарнир
В качестве гарнира на жареный хлеб обычно кладутся бобы, жареный мясной фарш или мелко порезанный сыр. Жареный хлеб вместе с таким гарниром известен как «индейские тако» или «навахо-тако». Жареный хлеб, который подаётся со сладким гарниром, например, политый мёдом или посыпанный сахарной пудрой, является типичным американским блюдом, известным как «Ухо слона».

## Стереотип индейской кухни
Жареный хлеб стал культовым стереотипом в культуре индейцев США. Он является не только домашним блюдом, но и традиционно готовится для таких праздников, как пау-вау и ярмарки штатов. В 2005 году жареный хлеб был объявлен «официальным хлебом штата» Южная Дакота.
В том же 2005 году вопрос о вреде жареного хлеба для здоровья стал предметом широкой общественной дискуссии: речь шла о роли данного блюда в широком распространении ожирения и диабета среди индейцев США. По сообщению министерства сельского хозяйства США, типичная порция жареного хлеба содержит 700 калорий и около 27 граммов жира.
Жареный хлеб также известен в южноамериканской кухне под названием «качанга».